# Giussago
Giussago is een gemeente in de Italiaanse provincie Pavia (regio Lombardije) en telt 4053 inwoners (31-12-2004). De oppervlakte bedraagt 24,8 km², de bevolkingsdichtheid is 162 inwoners per km².

## Demografie
Giussago telt ongeveer 1693 huishoudens. Het aantal inwoners steeg in de periode 1991-2001 met 16,3% volgens cijfers uit de tienjaarlijkse volkstellingen van ISTAT.
| Jaar | Inwoneraantal |
| ---- | ------------- |
| 1991 | 3367          |
| 2001 | 3915          |

## Geografie
Giussago grenst aan de volgende gemeenten: Borgarello, Bornasco, Casarile (MI), Certosa di Pavia, Lacchiarella (MI), Rognano, San Genesio ed Uniti, Vellezzo Bellini, Zeccone.